# ABC (sala de música)
O ABC foi um salão de música localizada em Paris, França. Fundado por Rutty Goldin em 1934, localizava-se no 11, boulevard Poissonnière; virou o cinema Gaumont Richilieu em 1965 e mais tarde foi demolido, em 1981.